# La Nueva Esperanza, Mapastepec
La Nueva Esperanza är en ort i Mexiko.   Den ligger i kommunen Mapastepec och delstaten Chiapas, i den sydöstra delen av landet, 800 km sydost om huvudstaden Mexico City. La Nueva Esperanza ligger 174 meter över havet och antalet invånare är 250.
Terrängen runt La Nueva Esperanza är varierad. Runt La Nueva Esperanza är det ganska tätbefolkat, med 60 invånare per kvadratkilometer. Närmaste större samhälle är Mapastepec, 7,7 km väster om La Nueva Esperanza. I omgivningarna runt La Nueva Esperanza växer i huvudsak städsegrön lövskog.